# 浪花亭駒吉
浪花亭 駒吉（なにわてい こまきち）は、浪曲の名跡。特に初代が著名で関東（江戸）に浪曲を広く広め「関東節の開祖」と呼ばれ、またその弟子筋、一派は「浪花亭派」と呼ばれる。

## 初代
（1842年 - 1906年（明治39年）1月29日）本名は桜井 駒吉。浪花節を寄席に定着させ、落語や講釈と並ぶ地位へ引き上げた功労者。鼻に青黒いアザがあり、鼻黒とあだ名された。享年64。
出生地不明。一説には名古屋とも。幼少期は名古屋で過ごす。幼少期に祭文語りの浪花亭辰之助の弟子。悪声から将来性がないとして破門されたため、東京で修業しようと関東各地を転々とする。江戸にて説経浄瑠璃の日暮龍卜と出会い、デロレン祭文に説経節の三味線の要素を取り入れた芸を確立。当時軽業の上乗り太夫であった戸川てるを相三味線に迎え入れ、関東節の約束ごとである「約（ヤク）節」を確立した。戸川は、悪声ながら独特の節を持つ駒吉に興味を持ち、数年かけて二人で節を完成させ、駒吉は1日に数軒のトリを務めるほどの人気の浪花節語りとなった。現在の日本浪曲協会の前身にあたる東京浪花節組合の二代目頭取として、長らく関東の浪界を取りまとめる存在であった。
大道芸としての芸（ヒラキで行われていた）だった浪花節を、寄席に定着させ、さらに「お座敷芸」の看板を上げ人気を得た。後には華族の前で披露することもあった。
実子浪花亭〆太は1897年4月3日に若くして亡くなった。享年30。
直門に浪花亭峰吉、浪花亭駒子から一心亭辰雄（後に服部伸）など。門流からは木村重勝からさらに木村重友、木村重正、木村重松、綱吉門下から浪花亭愛造、綾造門下から浪花亭綾太郎等多くを輩出した。
門弟の綱吉が2代目駒吉を襲名した後に浪花亭駒幸を名乗った。